# Fabeldjur (skulptur)

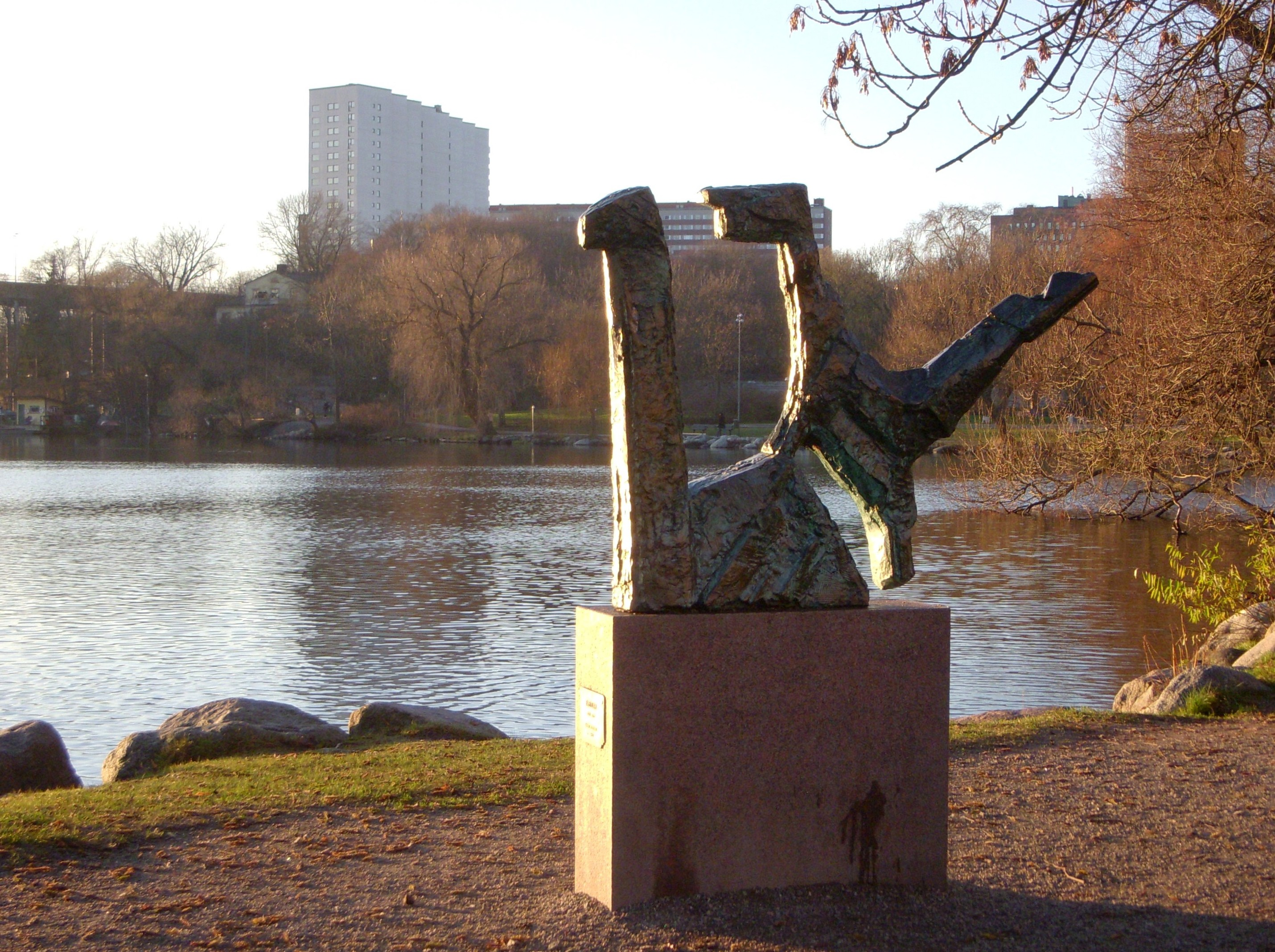
Fabeldjur med Riddarfjärden i bakgrunden.

Fabeldjur är en skulptur vid Norr Mälarstrands strandpromenad på Kungsholmen i Stockholm. Skulpturen består av två fantasidjur i brons med grönpatinerad yta och skapades 1975 av Margot Hedeman. 
Båda fabeldjur är anordnade på en sockel av röd granit. Det ena djuret med lång hals sitter ner medan det andra, något hundliknande djur med utsträckt svans tycks hoppa upp på det första. 